# Darasana perimuta
Darasana perimuta är en fjärilsart som beskrevs av Moore 1857. Darasana perimuta ingår i släktet Darasana och familjen juvelvingar. Inga underarter finns listade i Catalogue of Life.